# 대한민국 형사소송법 제64조
대한민국 형사소송법 제64조는 공시송달의 방식에 대한 형사소송법의 조문이다.

## 조문
제64조(공시송달의 방식) ① 공시송달은 대법원규칙의 정하는 바에 의하여 법원이 명한 때에 한하여 할 수 있다.
②공시송달은 법원사무관등이 송달할 서류를 보관하고 그 사유를 법원게시장에 공시하여야 한다.  <개정 1961.9.1., 2007.6.1.>
③법원은 전항의 사유를 관보나 신문지상에 공고할 것을 명할 수 있다.  <개정 1961.9.1.>
④최초의 공시송달은 제2항의 공시를 한 날로부터 2주일을 경과하면 그 효력이 생긴다. 단, 제2회이후의 공시송달은 5일을 경과하면 그 효력이 생긴다.  <개정 1961.9.1.>

第64條(公示送達의 方式) ① 公示送達은 大法院規則의 定하는 바에 依하여 法院이 命한 때에 限하여 할 수 있다.
②公示送達은 법원사무관등이 送達할 書類를 保管하고 그 事由를 法院揭示場에 公示하여야 한다.  <개정 1961.9.1., 2007.6.1.>
③法院은 前項의 事由를 官報나 新聞紙上에 公告할 것을 命할 수 있다.  <개정 1961.9.1.>
④最初의 公示送達은 第2項의 公示를 한 날로부터 2週日을 經過하면 그 效力이 생긴다. 但, 第2回以後의 公示送達은 5日을 經過하면 그 效力이 생긴다.  <개정 1961.9.1.>

## 참조조문
형사소송규칙 제43조 (공시송달을 명하는 재판) 법원은 공시송달의 사유가 있다고 인정한 때에는 직권으로 결정에 의하여 공시송달을 명한다.

## 판례
- 공시송달은 피고인의 주거， 사무소, 현재지 등이 기록상 나타나 있는 경우에는 이를 할 수 없다[1].
- 직장과 자택 및 핸드폰 전화번호를 기재하였음에도 폐문부재로 송달불능되고 소재탐지 불능이라는 회보를 받자 곧바로 공시송달 방법에 의한 송달을 하여 피고인 진술없이 판결을 한것은 위배된다[2]
- 공시송달은 …… 피고인의 사무소와 현재지가 기록상 명백한 경우에는 이를 할 수 없다 할 것이므로, 우편집배원이 2회에 걸쳐 재항고인의 주소지에 갔었으나 그때마다 수취인이 부재하였다는 사유만으로는 그 주거를 알 수 없는 때에 해당한다고 단정하기 어렵다[3].
- 주민등록상의 주소지로 우송한 소송기록접수통지서와 공판기일소환장 등이 송달불능되었다고 하더라도 그것만으 로는 공시송달의 요건인 피고인의 주거， 人時소와 현재지를 알 수 없는 때에 해당한다고 단정하기 어렵고 아무런 조치도 취하지 아니한 채 피고인의 주거， 사무소， 현재지를 알 수 없다고 단정하여 공시송달의 방법에 의한 송달을 하고 …… 위배된 것이다[4].
- 피고인의 시무소 주소가 기재되어 있음예도 볼구하고 …… 송달불능되자 곧바로 공시송달 …… 위법하다[5].
- 우편집배인에 의한 배달에 있어서 수취인부재로 송달불능이 되었다는 점만으로는 공시송달의 요건 에 해당한다고 할 수 없다[6].
- 형사소송법 제64조에 의하면 법원은 공시송달에 있어 …… 관보나 신문지상에 공고할 것을 명할 수 있을 뿐, 반드시 이를 여하여야 히는 것이 아니고.….. 법원의 재량에 속하는 것 …… 이를 명하지 않고 따라서 공고가 없었다 하더라도 그 공시송달이 부적법이라 할 수 없다[7].

## 참고 문헌
- 손동권 신이철, 새로운 형사소송법(초판, 2013), 세창, 2013. ISBN 9788984114081